# جبين (الباب)
جبين  قرية سوريّة تتبع إداريّاً لمحافظة حلب منطقة الباب ناحية الراعي، بلغ تعداد سكانها 104 نسمة حسب التعداد السكاني لعام 2004.